# سیارک ۲۰۳۰۰
سیارک ۲۰۳۰۰ (به انگلیسی: 20300 Arjunsuri، نامگذاری:1998FE84) بیست هزار و سیصدمین سیارک کشف شده‌است که در ۲۴ مارس ۱۹۹۸ کشف شد.
قدر مطلق سیارک برابر ۱۷.۸ است.